# Hoshi Ryokan
Hōshi (japansk: 法師) er en ryokan (traditionel japansk kro) i Awazu Onsen området i Komatsu i Ishikawa Præfekturet, Japan. Kroen er grundlagt i 718, og er dermed verdens ældste virksomme hotel ifølge Guinness Rekordbog og verdens ældste eksisterende virksomhed drevet af den samme familie gennem 46 generationer.